# Ebertsbrücke
Die Ebertsbrücke ist eine Straßenbrücke über der Spree im Berliner Ortsteil Mitte des gleichnamigen Bezirks, die die historischen Stadtteile Dorotheenstadt und Spandauer Vorstadt verbindet. Zwischen 1945 und 1992 gab es an dieser Stelle keine Brücke.

## Lage
Die Ebertsbrücke führt im Verlauf der Geschwister-Scholl-Straße über die Spree zur Tucholskystraße. Sie befindet sich flussabwärts zwischen der Monbijoubrücke und der Weidendammer Brücke.

## Namensgebung
Die Brücke wurde 1836 nach ihrem Erbauer, dem Berliner Hauseigentümer, Seehandlungs-Rendant und Rechnungsrat Ebert benannt. Mitunter wird die Brücke auch Ebertbrücke genannt.

## Geschichte

### 19.–20. Jahrhundert

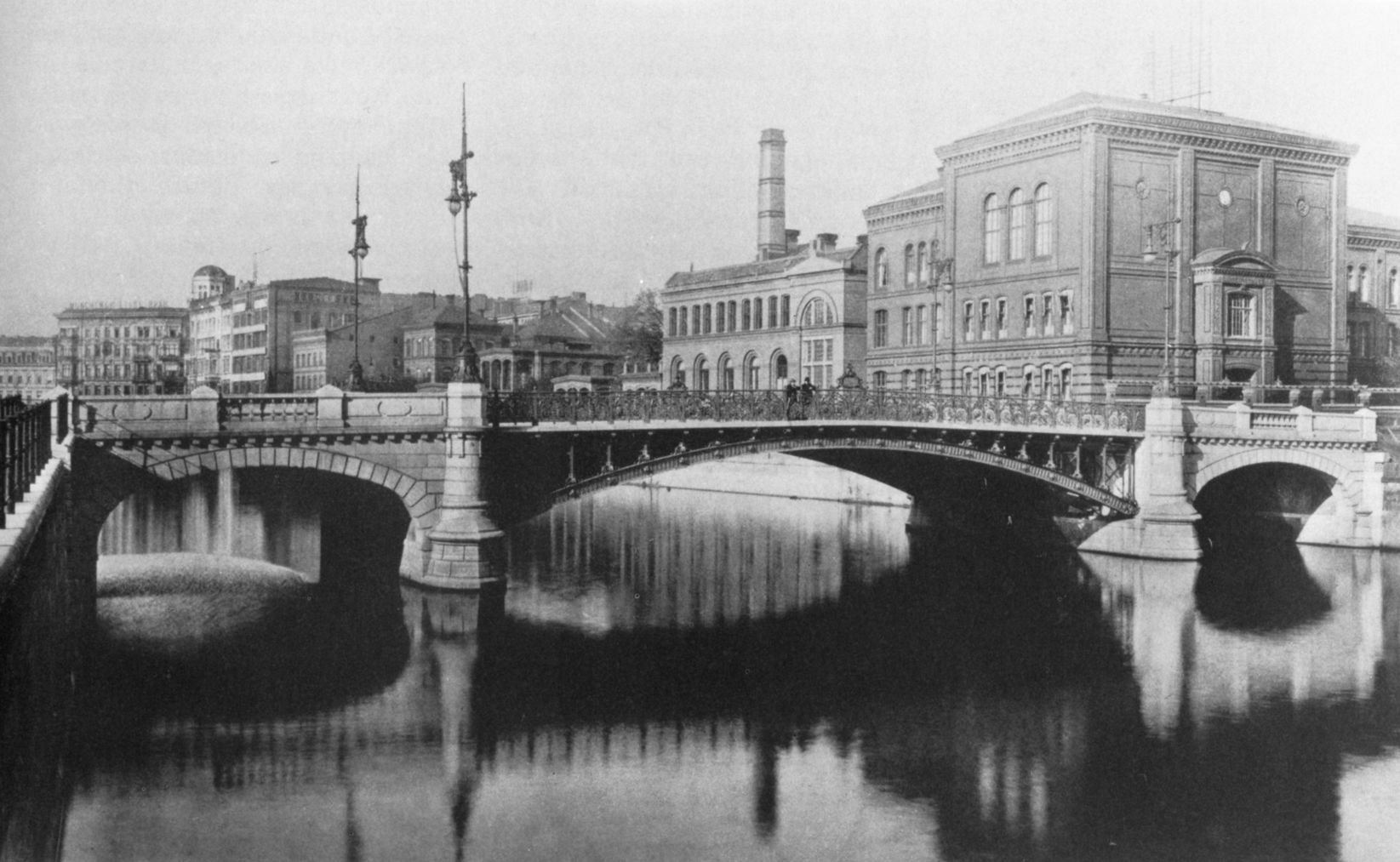
Ebertsbrücke, 1895

Der Berliner Hauseigentümer, Seehandlungs-Rendant und Rechnungsrat Ebert gründete 1819 eine private Brückenbau-Actiengesellschaft zum Bau einer Brücke an der heutigen Stelle. Mit den Mauteinnahmen (ein Sechser) sollte diese dann betrieben werden. 1820 entstand in der damals üblichen Bauweise eine schmucklose 5,25 Meter breite hölzerne Jochbrücke mit einem 5,65 Meter langen aufklappbaren Mittelstück für die Lastkähne. 1825 erwarb die Stadt Berlin die „Actienbrücke“, die wegen ihres Erbauers auch „Ebert’s Brücke“ genannt wurde. Eine generelle Namensvergabe und offizielle Beschilderung aller 25 „hiesigen Strombrücken“ im Berliner Stadtgebiet erfolgte erst ab 1836, als der preußische König gusseiserne Namenstafeln nach Entwürfen von Karl Friedrich Schinkel genehmigt hatte. Die Ebertsbrücke diente bis zum Ende des 19. Jahrhunderts der Spreequerung. Ohne Reparaturarbeiten und mit ihren geringen Breiten stellte die Brücke bald ein Verkehrshindernis dar, ein Neubau wurde beschlossen. Im März 1893 begannen die Bauarbeiten für eine dreifeldrige Gewölbebrücke mit zehn Meter weiten steinernen Randbögen und einem schmiedeeisernen Mittelfeld mit einer lichten Weite von 29,6 Meter. Die Sichtflächen und Geländer der Randgewölbe wurden mit Striegauer Granit und das Mittelfeld mit schmiedeeisernem Geländer und entsprechenden Leuchtenträgern geschmückt. Besonderes Kennzeichen waren jedoch die in den Leuchtensockeln jeweils vierfach dargestellten Eberköpfe, die an den Erbauer der ersten Brücke erinnerten. Die neue Brücke war 17 Meter breit und wies eine holzgepflasterte 11 Meter breite Fahrbahn auf. Im Oktober 1894 konnte die neue Ebertsbrücke für den Verkehr freigegeben werden.
Nach der Bildung der Großgemeinde Berlin 1920 wurden besonders im innerstädtischen Bereich neue Verkehrsmittel notwendig. Der Anlage der Nordsüd-S-Bahn, die im Bereich der Ebertsbrücke die Spree untertunneln sollte, waren die Brückenfundamente im Wege. 1934 begann deshalb der Abriss der Brücke. Ein Fundament wurde durch eine Spezialkonstruktion so verändert, dass der Tunnel problemlos und berührungsfrei geführt werden konnte. Die daraufhin 1937 erneuerte Ebertsbrücke wurde aus Stahlträgern geformt und stützenfrei über den Strom geführt. Sie erhielt keinerlei schmückendes Beiwerk.

### Sprengung der Brücke

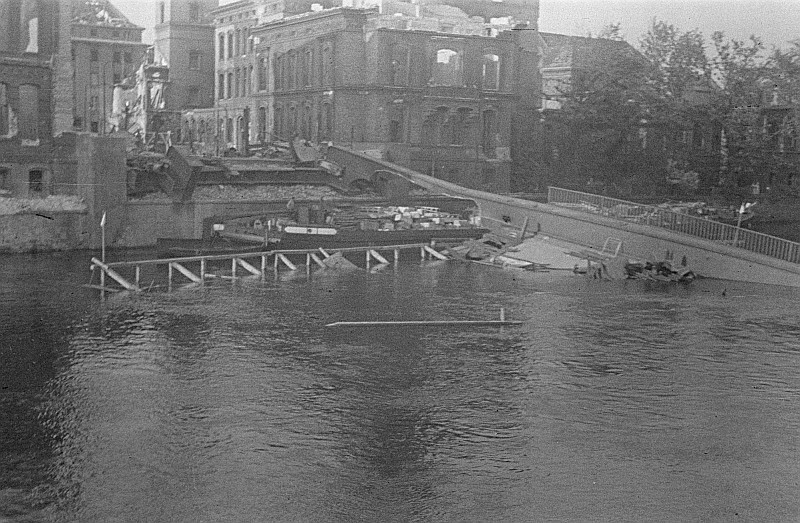
Reste der Brücke, 1945

Im Zweiten Weltkrieg wurde während der Schlacht um Berlin die Brücke von Truppen der Wehrmacht gesprengt. Um nach Kriegsende den Schiffsverkehr wieder aufnehmen zu können, musste das im Fluss liegende Tragwerk beseitigt werden. Pioniere der Roten Armee sprengten die Metalltrümmer im Wasser. Sie kannten den darunterliegenden S-Bahn-Tunnel jedoch nicht und beschädigten dabei die Tunneldecke, was zum langsamen Volllaufen der Bahnstrecke führte. Nach Lage der Dokumente ist davon auszugehen, dass durch den Wassereinbruch keine Personen unmittelbar zu Tode kamen. Es wurden aber um die 100 tote Menschen geborgen, die wahrscheinlich beim Endkampf um Berlin verletzt und in den als Hilfslazaretten aufgestellten S-Bahn-Wagen verstorben waren. Der gesamte Tunnel wurde erst im Februar 1946 wieder ausgepumpt.

### Wiederaufbau

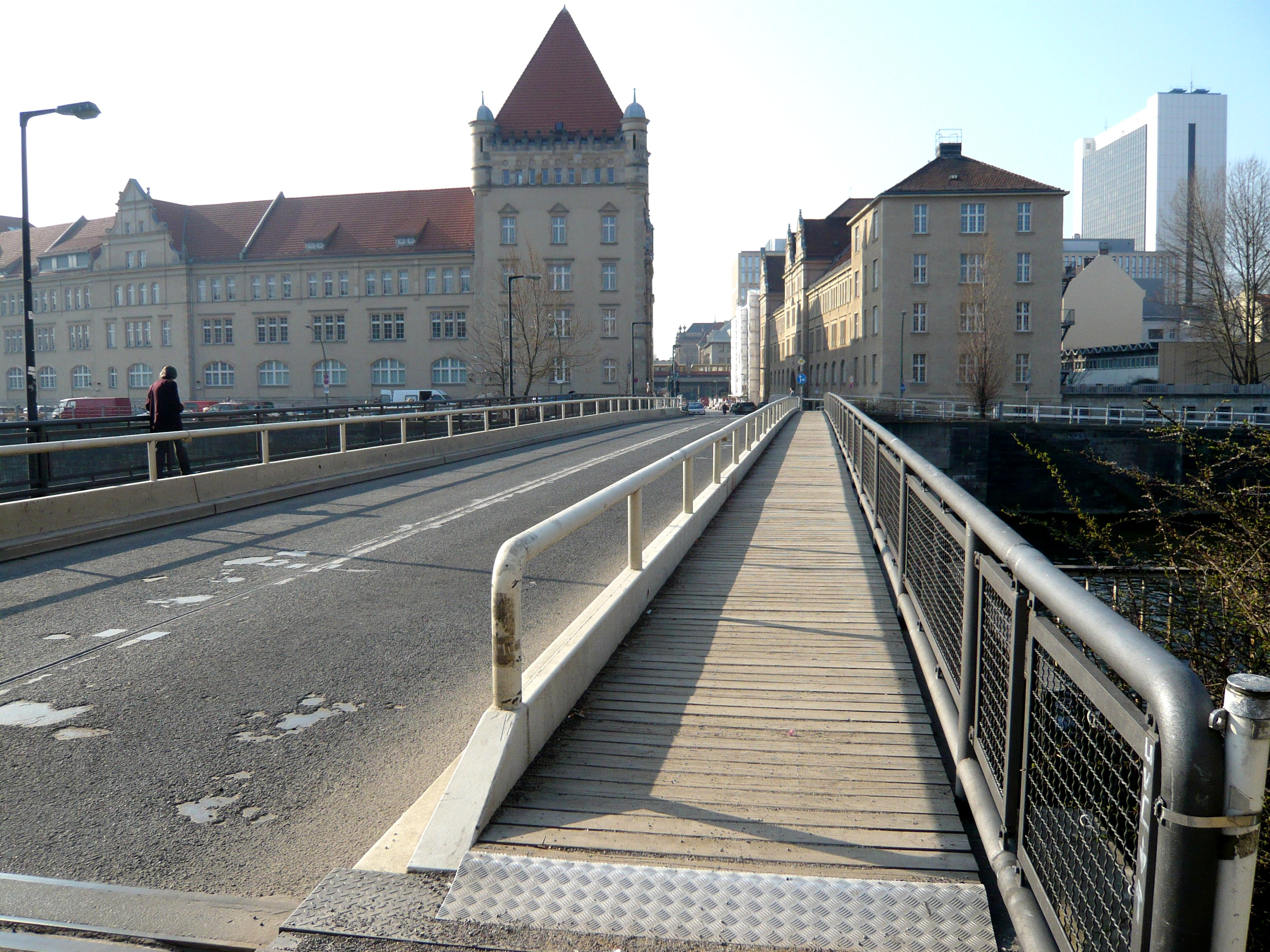
Die provisorische Ebertsbrücke von 1992

Erst nach 47 Jahren, Mitte 1992 wurde wieder eine Ebertsbrücke errichtet. Diese sollte allerdings nur für zwei Jahre als Ersatz für die in dieser Zeit wegen Sanierung gesperrte Weidendammer Brücke dienen. Für den Bau wurden Teile aus abgebauten Stahlhochstraßen verwendet. Der Fahrbahnbelag besteht aus Blechplatten mit einer dünnen Schicht Asphalt. Die Gehbahnen wurden mit Holzbohlen gestaltet.
Die Brücke ruht auf den alten Widerlagern und einem Strompfeiler. Nach dem Abschluss der Sanierungsarbeiten an der Weidendammer Brücke wurde das Provisorium der Ebertsbrücke stehen gelassen.

## Bauwerke nahe der Brücke

### Nördlicher Bereich
- Das ehemalige Haupttelegrafenamt im Karree Tucholsky-/Oranienburger/Monbijou-/Ziegelstraße (steht unter Denkmalschutz und beherbergt Reste der Berliner Rohrpost).
- Ein Gebäude der Charité, in dem die Frauenklinik der Universität untergebracht war, im Stil des Neuen Bauens aus den 1930er Jahren.

### Südlicher Bereich
- Mehrere frühere Kasernenbauten, heute von Einrichtungen der Humboldt-Universität und der Staatlichen Museen Berlin – Preußischer Kulturbesitz genutzt.